# Pacifismo

Um dos símbolos da paz

O pacifismo é uma filosofia de oposição à guerra. O termo cobre um amplo espectro de pontos de vista, desde a preferência por meios não militares para a solução de conflitos até à oposição total ao uso da violência ou mesmo da força em qualquer circunstância.

## Definição
O pacifismo abrange um espectro de pontos de vista, incluindo a crença de que as disputas internacionais podem e devem ser resolvidas pacificamente, pede a abolição das instituições militares e da guerra, oposição a qualquer organização da sociedade através da força governamental (anarquista ou pacifismo libertário) , rejeição do uso da violência física para obter objetivos políticos, econômicos ou sociais, a obliteração da força e a oposição à violência sob qualquer circunstância, mesmo em defesa de si e dos outros. Os historiadores do pacifismo Peter Brock e Thomas Paul Socknat definem o pacifismo "no sentido geralmente aceito nas áreas de língua inglesa" como "uma rejeição incondicional de todas as formas de guerra". Filósofa Jenny Teichman define a principal forma de pacifismo como "anti-guerra", a rejeição de todas as formas de guerra.  As crenças de Teichman foram resumidas por Brian Orend como "... Um pacifista rejeita a guerra e acredita que não há fundamentos morais que possam justificar o recurso à guerra. A guerra, para o pacifista, é sempre errada." Em certo sentido, a filosofia é baseada na ideia de que os fins não justificam os meios.

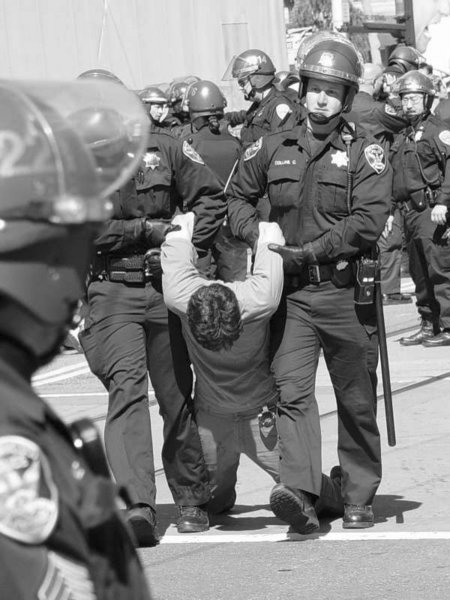
Ativista antiguerra preso em São Francisco durante os protestos de março de 2003 contra a guerra no Iraque

### Considerações morais
O pacifismo pode ser baseado em princípios morais (uma visão deontológica) ou pragmatismo (uma visão consequencialista). O pacifismo baseado em princípios sustenta que em algum ponto ao longo do espectro da guerra à violência física interpessoal, tal violência se torna moralmente errada. O pacifismo pragmático sustenta que os custos da guerra e da violência interpessoal são tão substanciais que devem ser encontradas melhores maneiras de resolver as disputas.

### Não Violência
Alguns pacifistas seguem os princípios da não violência, acreditando que a ação não violenta é moralmente superior e/ou mais eficaz. Alguns, no entanto, apoiam a violência física para defesa de emergência de si ou de outros. Outros apoiam a destruição de propriedade em tais emergências ou para a realização de atos simbólicos de resistência, como derramar tinta vermelha para representar o sangue do lado de fora dos escritórios de recrutamento militar ou entrar em bases da força aérea e martelar aeronaves militares.
Nem toda resistência não-violenta (às vezes também chamada de resistência civil) é baseada em uma rejeição fundamental de toda violência em todas as circunstâncias. Muitos líderes e participantes desses movimentos, embora reconheçam a importância do uso de métodos não violentos em circunstâncias particulares, não têm sido pacifistas absolutos. Às vezes, como na marcha do movimento pelos direitos civis de Selma a Montgomery em 1965, eles pedem proteção armada. As interconexões entre resistência civil e fatores de força são numerosas e complexas.

## Tipos

### Pacifismo absoluto
Um pacifista absoluto é geralmente descrito pela BBC como aquele que acredita que a vida humana é tão valiosa, que um ser humano nunca deve ser morto e a guerra nunca deve ser conduzida, mesmo em legítima defesa. O princípio é descrito como difícil de cumprir consistentemente, devido à violência não estar disponível como uma ferramenta para ajudar uma pessoa que está sendo ferida ou morta. Alega-se ainda que tal pacifista poderia logicamente argumentar que a violência leva a resultados mais indesejáveis do que a não-violência.

### Pacifismo condicional
Explorar o pacifismo condicional da teoria da guerra justa representa um espectro de posições partindo de posições de pacifismo absoluto. Um desses pacifismos condicionais é o pacifismo comum, que pode permitir a defesa, mas não defende um defensivismo padrão ou mesmo intervencionismo.

## História

### Antiguidade
Entre 350 e 250 a.C., foi escrito, na China, o livro clássico do taoismo: o Tao Te Ching. Nele, seu mítico autor, Lao Zi, diz que as armas são sempre causadoras de desgraça, e devem ser utilizadas apenas como último recurso. E, em caso de vitória, não deve haver comemoração.
Em 261 a.C., na Índia, o imperador Asoka, chocado com as atrocidades cometidas por seu exército na conquista da região de Kalinga, passou a pregar o pacifismo, renunciando às guerras como instrumento de conquista. Seus ideais ficaram registrados em colunas de pedra e cavernas por todo o Império Máuria.

### Idade Contemporânea

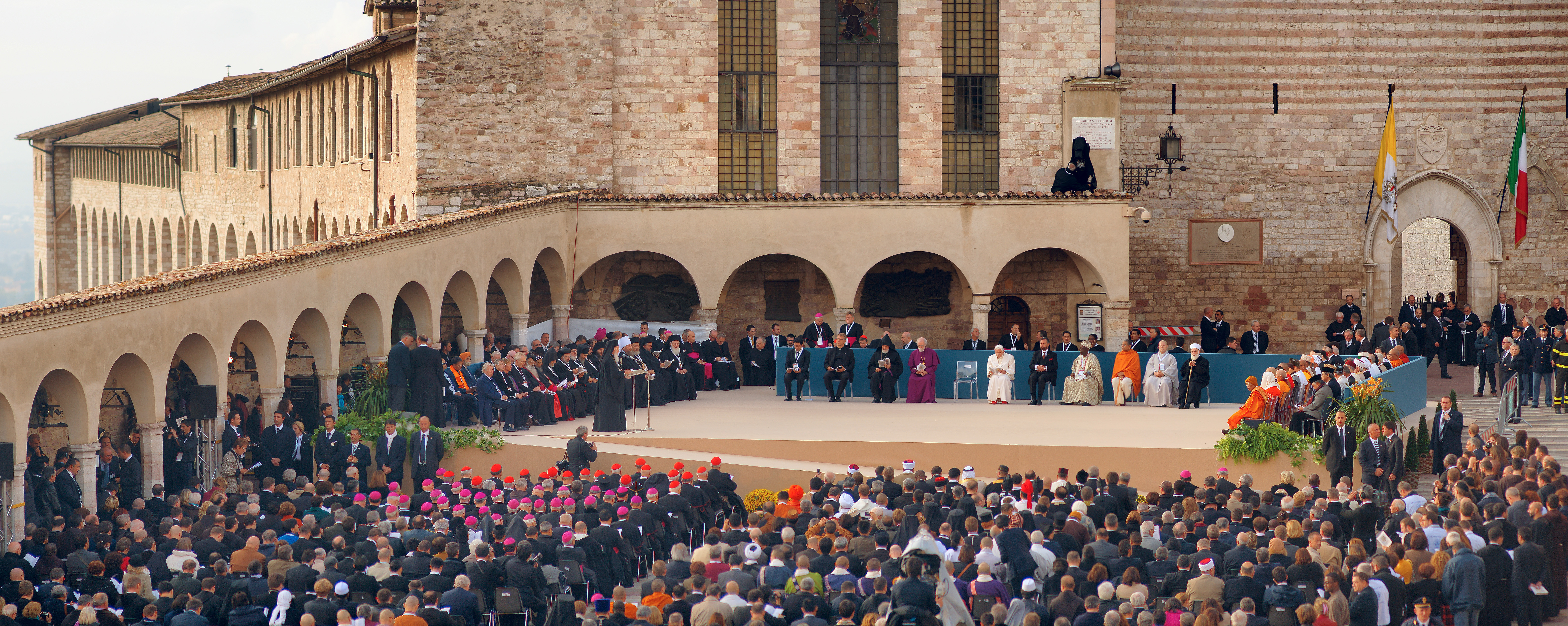
Quarto Dia Mundial de Oração pela Paz, 2011

O século XX assistiu ao despontar de famosos pacifistas, como Albert Einstein, John Lennon, Mahatma Gandhi e Martin Luther King Jr. Na mesma época, ganhou destaque, nos Estados Unidos, a campanha pedindo o fim da Guerra do Vietnã. O pacifismo político também tem ganhado força desde 2013 quando o Parlamento do Reino Unido vetou uma intervenção estrangeira pela primeira vez em 200 anos.
O problema da paz é uma questão central no pensamento de gurus como Jiddu Krishnamurti e o Dalai Lama. É também preocupação maior do reputado filósofo e sociólogo francês Edgar Morin, preocupação essa pela primeira vez expressa no seu livro Terre-Patrie (Terra-Pátria, de 1993), “a nossa casa e o nosso jardim”, pondo em destaque uma questão com implicações globais. (Ver ‘Notícias’ no final do texto)